# 苏木拜河

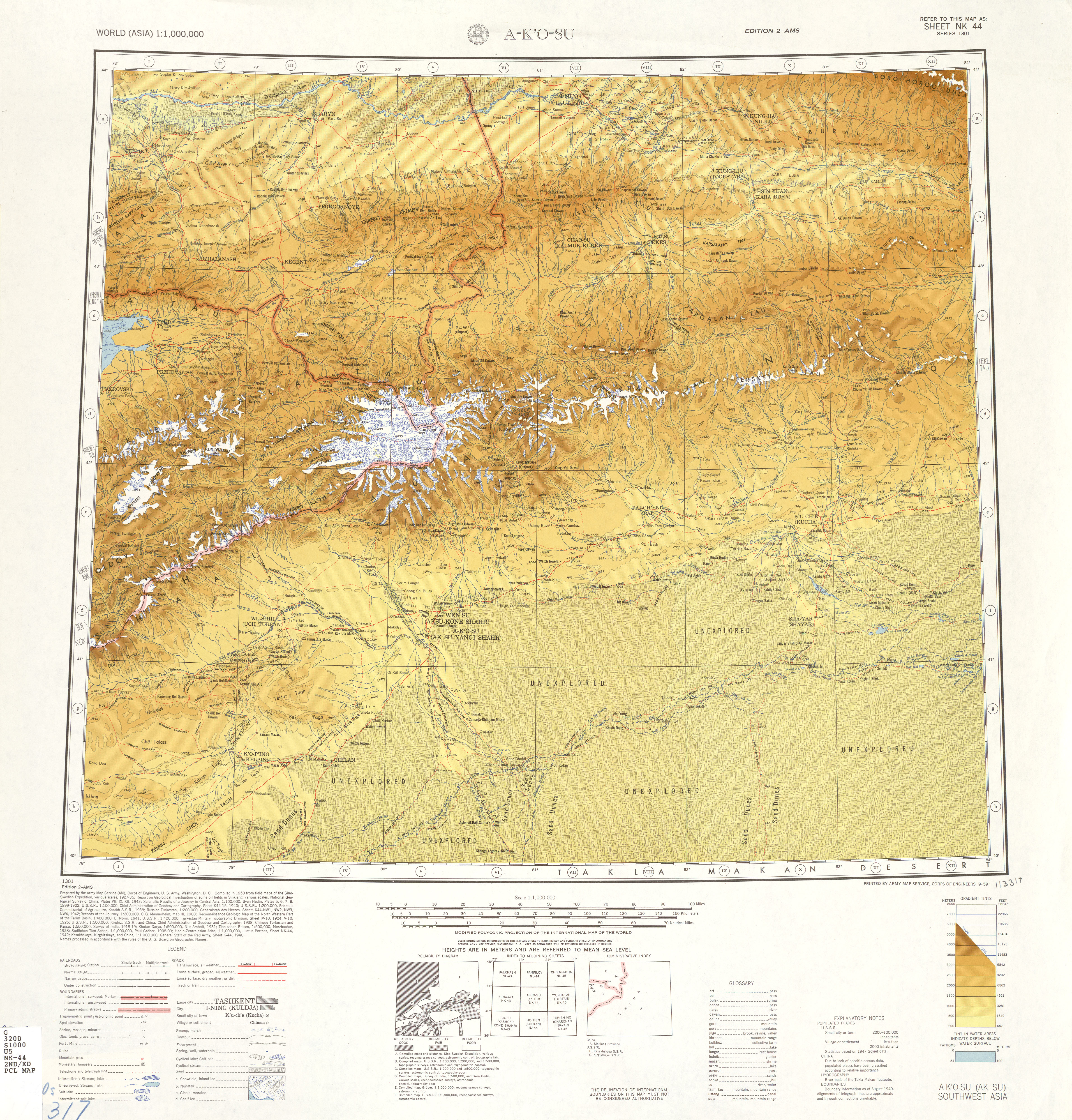
新疆西部地区的地形图，苏木拜河在图中中上部，标注为Sümbe。

苏木拜河，流经中华人民共和国与哈萨克斯坦交界地区的一条河流，河名为蒙古语意为“繁荣的村庄”。发源于中国新疆维吾尔自治区伊犁哈萨克自治州昭苏县境内的沙尔套山与哈萨克斯坦阿拉木图州拉依额木别克区（热音别克县）境内的喀尔套山之间，源流自东北向西南流，在距哈拉布拉克河汇入口约2.5千米处的中哈边界附近转90度湾折向东南流，汇合口以下至入特克斯河汇合口之间的干流河岸为中哈国界。河长51千米，流域面积442平方千米。